# ميخوط مضموم
ميخوط مضموم (الاسم العلمي:Myxobolus artus) هو نوع من الحيوانات يتبع جنس الميخوط من الفصيلة الميخوطية.